# Japan Open 1992
Die Japan Open 1992 im Badminton fanden vom 15. bis zum 19. Januar 1992 in Yoyogi, Tokio, statt. Das Preisgeld betrug 110.000 US-Dollar, was dem Turnier zu einem Vier-Sterne-Status im Grand Prix verhalf.

## Sieger und Platzierte
| Disziplin    | Gold                           | Silber                               | Bronze                         |
| ------------ | ------------------------------ | ------------------------------------ | ------------------------------ |
| Herreneinzel | Ardy Wiranata                  | Zhao Jianhua                         | Poul-Erik Høyer Larsen         |
| Herreneinzel | Ardy Wiranata                  | Zhao Jianhua                         | Thomas Stuer-Lauridsen         |
| Dameneinzel  | Susi Susanti                   | Ye Zhaoying                          | Lee Heung-soon                 |
| Dameneinzel  | Susi Susanti                   | Ye Zhaoying                          | Sarwendah Kusumawardhani       |
| Herrendoppel | Chen Hongyong Chen Kang        | Li Yongbo Tian Bingyi                | Huang Zhanzhong Zheng Yumin    |
| Herrendoppel | Chen Hongyong Chen Kang        | Li Yongbo Tian Bingyi                | Imay Hendra Bagus Setiadi      |
| Damendoppel  | Chung So-young Hwang Hye-young | Gil Young-ah Shim Eun-jung           | Kimiko Jinnai Hisako Mori      |
| Damendoppel  | Chung So-young Hwang Hye-young | Gil Young-ah Shim Eun-jung           | Guan Weizhen Nong Qunhua       |
| Mixed        | Thomas Lund Pernille Dupont    | Jon Holst-Christensen Grete Mogensen | Henrik Svarrer Marlene Thomsen |
| Mixed        | Thomas Lund Pernille Dupont    | Jon Holst-Christensen Grete Mogensen | Lee Sang-bok Shim Eun-jung     |

## Finalergebnisse
| Disziplin    | Sieger                         | Finalist                             | Ergebnis           |
| ------------ | ------------------------------ | ------------------------------------ | ------------------ |
| Herreneinzel | Ardy Wiranata                  | Zhao Jianhua                         | 10-15, 15-11, 15-4 |
| Dameneinzel  | Susi Susanti                   | Ye Zhaoying                          | 11-2, 11-0         |
| Herrendoppel | Chen Kang Chen Hongyong        | Tian Bingyi Li Yongbo                | 10-15, 15-8, 15-10 |
| Damendoppel  | Chung So-young Hwang Hye-young | Gil Young-ah Shim Eun-jung           | 15-5, 15-10        |
| Mixed        | Thomas Lund Pernille Dupont    | Jon Holst-Christensen Grete Mogensen | 15-7, 15-11        |

## Ergebnisse

### Herreneinzel Qualifikation
- Jürgen Koch –  Kazuhiro Shimogami: 15-11 / 14-17 / 15-7
- Ong Rae Mun –  Ng Liang Hua: 15-5 / 9-15 / 15-5
- Masami Osanai –  Luis Lopezllera: 15-0 / 15-6
- Yasumasa Tsujita –  Trond Wåland: 15-7 / 15-1
- Jürgen Koch –  Ong Rae Mun: 15-7 / 15-0
- Stuart Metcalfe –  Masami Osanai: 15-0 / 11-15 / 15-10
- Yasumasa Tsujita –  Takuya Katayama: 17-16 / 15-8
- Tatsuya Yanagiya –  Chan Wing Kit: 15-11 / 15-5

### Herreneinzel
- Zhao Jianhua –  Thaweesak Koetsriphan: 15-6 / 18-15
- Claus Thomsen –  Andrew Perks: 15-10 / 15-3
- Joko Suprianto –  Jürgen Koch: 15-4 / 15-4
- Steve Butler –  Roy Díaz González: 15-6 / 15-6
- Foo Kok Keong –  Tsutomu Kinjo: 15-4 / 15-1
- Lee Mou-chou –  Hannes Fuchs: 15-12 / 18-14
- Kim Hak-kyun –  Chris Jogis: 15-12 / 15-9
- Poul-Erik Høyer Larsen –  Igor Dmitriev: 15-11 / 18-17
- Fumihiko Machida –  You Kok Kiong: 15-6 / 15-3
- Wong Tat Meng –  Erik Lia: 15-10 / 15-4
- Peter Axelsson –  Chan Kin Ngai: 15-4 / 15-6
- Alan Budikusuma –  Lin Shyau-hsin: 15-9 / 15-6
- Sompol Kukasemkij –  Stuart Metcalfe: 15-5 / 15-8
- Chen Rong –  Bryan Blanshard: 15-6 / 18-13
- Ahn Jae-chang –  Wei Yan: 17-14 / 15-4
- Lee Kwang-jin –  Murray Hocking: 15-10 / 15-8
- Lin Wei-chen –  Vacharapan Khamthong: 15-11 / 14-17 / 15-4
- Kwan Yoke Meng –  Yasumasa Tsujita: 18-14 / 15-9
- Thomas Stuer-Lauridsen –  Wu Wenkai: 15-12 / 18-16
- Wan Zhengwen –  Hideaki Motoyama: 14-18 / 15-9 / 15-7
- Darren Hall –  Paul Stevenson: 15-6 / 15-6
- Bambang Suprianto –  Wong Wai Lap: 15-7 / 16-18 / 15-3
- Hans Sperre –  Tse Bun: 15-2 / 15-10
- Hiroki Eto –  Fernando de la Torre: 14-17 / 15-9 / 15-5
- Hermawan Susanto –  Jeroen van Dijk: 15-2 / 15-9
- Rashid Sidek –  Mikhail Korshuk: 15-7 / 15-1
- Anders Nielsen –  Liu En-hung: 15-3 / 15-17 / 17-16
- Liu Jun –  Tatsuya Yanagiya: 15-7 / 15-6
- Ardy Wiranata –  Masahiro Ito: 15-1 / 15-5
- Niroshan Wijekoon –  Fung Permadi: w.o.
- Koh Leng Kang –  Jens Olsson: w.o.
- Duminda Jayakody –  Teeranun Chiangtha: w.o.
- Zhao Jianhua –  Claus Thomsen: 15-8 / 15-10
- Joko Suprianto –  Steve Butler: 15-9 / 15-4
- Kim Hak-kyun –  Lee Mou-chou: 8-15 / 15-10 / 15-4
- Poul-Erik Høyer Larsen –  Fumihiko Machida: 15-2 / 15-7
- Peter Axelsson –  Wong Tat Meng: 15-7 / 15-7
- Alan Budikusuma –  Sompol Kukasemkij: 18-14 / 15-7
- Ahn Jae-chang –  Chen Rong: 14-17 / 15-7 / 15-12
- Lee Kwang-jin –  Lin Wei-chen: 15-5 / 15-11
- Thomas Stuer-Lauridsen –  Kwan Yoke Meng: 15-2 / 15-8
- Wan Zhengwen –  Koh Leng Kang: 15-6 / 15-7
- Bambang Suprianto –  Darren Hall: 15-4 / 10-15 / 18-15
- Hans Sperre –  Hiroki Eto: 15-11 / 15-9
- Hermawan Susanto –  Rashid Sidek: 15-4 / 15-18 / 15-13
- Liu Jun –  Anders Nielsen: 15-1 / 15-1
- Foo Kok Keong –  Niroshan Wijekoon: w.o.
- Ardy Wiranata –  Duminda Jayakody: w.o.
- Zhao Jianhua –  Joko Suprianto: 12-15 / 15-8 / 15-10
- Kim Hak-kyun –  Foo Kok Keong: 15-7 / 15-10
- Poul-Erik Høyer Larsen –  Peter Axelsson: 15-7 / 18-14
- Ahn Jae-chang –  Alan Budikusuma: 15-6 / 15-12
- Thomas Stuer-Lauridsen –  Lee Kwang-jin: 18-17 / 4-15 / 15-6
- Wan Zhengwen –  Bambang Suprianto: 17-14 / 15-11
- Hermawan Susanto –  Hans Sperre: 15-7 / 15-8
- Ardy Wiranata –  Liu Jun: 15-3 / 15-10
- Zhao Jianhua –  Kim Hak-kyun: 15-5 / 15-10
- Poul-Erik Høyer Larsen –  Ahn Jae-chang: 15-10 / 15-11
- Thomas Stuer-Lauridsen –  Wan Zhengwen: 15-9 / 15-8
- Ardy Wiranata –  Hermawan Susanto: 15-12 / 15-13
- Zhao Jianhua –  Poul-Erik Høyer Larsen: 15-11 / 7-15 / 15-7
- Ardy Wiranata –  Thomas Stuer-Lauridsen: 11-15 / 15-7 / 15-10
- Ardy Wiranata –  Zhao Jianhua: 11-15 / 15-7 / 15-10

### Dameneinzel Qualifikation
- Yoshiko Iwata –  Chan Oi Ni: 11-4 / 11-7
- Yoko Koizumi –  Lee Ming-hwa: 11-3 / 11-6
- Akiko Miyamura –  Jaw Hua-ching: 12-10 / 11-2
- Akiko Michiue –  Amanda Hardy: 11-8 / 11-8
- Yasuko Mizui –  Ngan Fai: 11-3 / 11-2
- Takako Ida –  Michaela Smith: 11-1 / 11-1
- Masako Sakamoto –  Ko Hsin-lin: 11-1 / 6-11 / 11-3
- Yoshiko Iwata –  Yoko Koizumi: 11-7 / 9-12 / 11-7
- Akiko Miyamura –  Akiko Michiue: 11-5 / 11-7
- Yasuko Mizui –  Takako Ida: 6-11 / 12-10 / 12-11
- Masako Sakamoto –  Yoshiko Ota: 11-7 / 11-5

### Dameneinzel
- Hu Ning –  Joy Kitzmiller: 11-6 / 11-5
- Aiko Miyamura –  Jaroensiri Somhasurthai: 11-4 / 11-3
- Park Jin-hyun –  Yoshiko Iwata: 11-4 / 11-9
- Astrid van der Knaap –  Michelle O’Neill: 11-0 / 11-3
- Feng Mei-ying –  Julie Bradbury: 7-11 / 11-5 / 11-7
- Anna Lao –  Yuni Kartika: 12-9 / 12-10
- Hisako Mizui –  Wong Chun Fan: 11-5 / 11-4
- Doris Piché –  Chen Hsiao-li: 11-8 / 6-11 / 11-1
- Eline Coene –  Camilla Silwer: 11-1 / 11-3
- Natalja Ivanova –  Akiko Miyamura: 11-7 / 11-5
- Helen Troke –  Michiyo Kitaura: 11-8 / 11-6
- Erica van den Heuvel –  Lisbet Stuer-Lauridsen: 11-6 / 12-10
- Ye Zhaoying –  Yasuko Mizui: 11-2 / 11-5
- Rhonda Cator –  Cheng Yin Sat: 11-6 / 11-3
- Kazue Kanai –  Yuliani Santosa: 12-10 / 11-8
- Elena Rybkina –  Joanne Muggeridge: 0-11 / 11-7 / 11-7
- Shyu Yu-ling –  María de la Paz Luna Félix: 11-3 / 11-2
- Chen Mei-cun –  Tung Chau Man: 11-2 / 11-9
- Harumi Kohhara –  Linda French: 11-3 / 11-6
- Lisa Campbell –  Masako Sakamoto: 11-0 / 4-11 / 11-4
- Catrine Bengtsson –  Haruko Yachi: 11-3 / 12-9
- Denyse Julien –  Pornsawan Plungwech: 11-6 / 11-3
- Chen Ying –  Zarinah Abdullah: 5-11 / 11-8 / 11-8
- Camilla Martin –  Madhumita Bisht: w.o.
- Susi Susanti –  Camilla Martin: 11-7 / 11-8
- Aiko Miyamura –  Hu Ning: 11-7 / 11-6
- Lim Xiaoqing –  Park Jin-hyun: 11-4 / 11-1
- Astrid van der Knaap –  Feng Mei-ying: 11-0 / 11-8
- Tang Jiuhong –  Anna Lao: 11-6 / 11-2
- Hisako Mizui –  Doris Piché: 11-5 / 11-5
- Lee Heung-soon –  Eline Coene: 11-6 / 4-11 / 11-8
- Helen Troke –  Natalja Ivanova: 11-8 / 11-4
- Ye Zhaoying –  Erica van den Heuvel: 11-5 / 11-2
- Christine Magnusson –  Rhonda Cator: 11-3 / 12-9
- Kazue Kanai –  Elena Rybkina: 12-11 / 11-9
- Bang Soo-hyun –  Shyu Yu-ling: 11-4 / 11-6
- Harumi Kohhara –  Chen Mei-cun: 11-2 / 11-2
- Catrine Bengtsson –  Denyse Julien: 11-4 / 3-11 / 11-9
- Sarwendah Kusumawardhani –  Chen Ying: 11-2 / 11-6
- Lisa Campbell –  Pernille Nedergaard: w.o.
- Susi Susanti –  Aiko Miyamura: 11-0 / 11-1
- Tang Jiuhong –  Hisako Mizui: 11-7 / 11-7
- Lee Heung-soon –  Helen Troke: 11-7 / 11-6
- Ye Zhaoying –  Christine Magnusson: 11-3 / 11-1
- Bang Soo-hyun –  Kazue Kanai: 11-1 / 11-1
- Harumi Kohhara –  Lisa Campbell: 11-3 / 9-11 / 11-1
- Sarwendah Kusumawardhani –  Catrine Bengtsson: 11-9 / 11-5
- Lim Xiaoqing –  Astrid van der Knaap: w.o.
- Susi Susanti –  Lim Xiaoqing: 11-8 / 11-1
- Lee Heung-soon –  Tang Jiuhong: 5-11 / 11-4 / 11-8
- Ye Zhaoying –  Bang Soo-hyun: 6-11 / 11-7 / 11-8
- Sarwendah Kusumawardhani –  Harumi Kohhara: 11-6 / 11-4
- Susi Susanti –  Lee Heung-soon: 9-12 / 12-11 / 11-2
- Ye Zhaoying –  Sarwendah Kusumawardhani: 11-6 / 11-2
- Susi Susanti –  Ye Zhaoying: 11-2 / 11-0

### Herrendoppel
- Peter Axelsson /  Pär-Gunnar Jönsson –  Takao Hayato /  Yuji Murayama: 15-6 / 15-5
- Imay Hendra /  Bagus Setiadi –  Hannes Fuchs /  Jürgen Koch: 15-2 / 15-7
- Jalani Sidek /  Tan Kim Her –  Chow Kin Man /  Wong Wai Lap: 15-9 / 15-8
- Li Yongbo /  Tian Bingyi –  Murray Hocking /  Ong Rae Mun: 15-6 / 15-5
- Jan Paulsen /  Henrik Svarrer –  Masami Osanai /  Tatsuya Yanagiya: 15-7 / 15-7
- Cheah Soon Kit /  Soo Beng Kiang –  Lee Mou-chou /  Lin Shyau-hsin: 15-5 / 15-3
- Peter Axelsson /  Pär-Gunnar Jönsson –  Chan Siu Kwong /  Ng Pak Kum: 15-8 / 15-4
- Fumihiko Machida /  Koji Miya –  Duminda Jayakody /  Niroshan Wijekoon: 15-8 / 15-8
- Ricky Subagja /  Rexy Mainaky –  Mike Bitten /  Bryan Blanshard: 15-8 / 15-1
- Huang Zhanzhong /  Zheng Yumin –  Takuya Katayama /  Yuzo Kubota: 15-5 / 15-7
- Nick Ponting /  Dave Wright –  Chan Wing Kit /  Ng Liang Hua: 15-8 / 15-10
- Jon Holst-Christensen /  Thomas Lund –  Ko Hsin-ming /  Yang Shih-jeng: 15-7 / 15-5
- Chen Hongyong /  Chen Kang –  Ong Ewe Chye /  Rahman Sidek: 17-14 / 15-6
- Erik Lia /  Hans Sperre –  Kim Moon-soo /  Park Joo-bong: w.o.
- Shuji Matsuno /  Shinji Matsuura –  Teeranun Chiangtha /  Thaweesak Koetsriphan: w.o.
- Siripong Siripool /  Pramote Teerawiwatana –  Lee Sang-bok /  Shon Jin-hwan: w.o.
- Kazuhiko Hamakita /  Eishi Kibune –  Rudy Gunawan /  Eddy Hartono: w.o.
- Shuji Matsuno /  Shinji Matsuura –  Erik Lia /  Hans Sperre: 15-8 / 15-13
- Imay Hendra /  Bagus Setiadi –  Jalani Sidek /  Tan Kim Her: 15-3 / 11-15 / 15-13
- Li Yongbo /  Tian Bingyi –  Jan Paulsen /  Henrik Svarrer: 15-5 / 15-12
- Cheah Soon Kit /  Soo Beng Kiang –  Peter Axelsson /  Pär-Gunnar Jönsson: 15-10 / 15-3
- Ricky Subagja /  Rexy Mainaky –  Fumihiko Machida /  Koji Miya: 15-3 / 15-9
- Huang Zhanzhong /  Zheng Yumin –  Siripong Siripool /  Pramote Teerawiwatana: 15-12 / 15-7
- Chen Hongyong /  Chen Kang –  Kazuhiko Hamakita /  Eishi Kibune: 15-10 / 15-5
- Jon Holst-Christensen /  Thomas Lund –  Nick Ponting /  Dave Wright: w.o.
- Imay Hendra /  Bagus Setiadi –  Shuji Matsuno /  Shinji Matsuura: 15-8 / 12-15 / 15-10
- Li Yongbo /  Tian Bingyi –  Cheah Soon Kit /  Soo Beng Kiang: 15-11 / 15-10
- Huang Zhanzhong /  Zheng Yumin –  Ricky Subagja /  Rexy Mainaky: 15-5 / 15-14
- Chen Hongyong /  Chen Kang –  Jon Holst-Christensen /  Thomas Lund: 13-18 / 18-17 / 15-11
- Li Yongbo /  Tian Bingyi –  Imay Hendra /  Bagus Setiadi: 15-12 / 15-8
- Chen Hongyong /  Chen Kang –  Huang Zhanzhong /  Zheng Yumin: 15-11 / 0-15 / 17-14
- Chen Hongyong /  Chen Kang –  Li Yongbo /  Tian Bingyi: 10-15 / 15-8 / 15-10

### Damendoppel
- Harumi Kohhara /  Yoshiko Yonekura –  Amanda Hardy /  Michelle O’Neill: 15-2 / 15-2
- Pan Li /  Wu Yuhong –  Maki Ohori /  Shinobu Sasaki: 18-17 / 15-5
- Chen Hsiao-li /  Shyu Yu-ling –  Cheng Yin Sat /  Chiu Mei Yin: 15-4 / 17-14
- Chan Oi Ni /  Wong Chun Fan –  Akiko Michiue /  Masako Sakamoto: 11-15 / 15-13 / 15-5
- Yoshiko Iwata /  Fujimi Tamura –  Chen Mei-cun /  Ko Hsin-lin: 18-15 / 15-2
- Kang Chia-yi /  Lee Chien-mei –  Linda French /  Joy Kitzmiller: 15-4 / 15-4
- Julie Bradbury /  Gillian Clark –  Tokiko Hirota /  Yuko Koike: 12-15 / 17-14 / 15-8
- Feng Mei-ying /  Jaw Hua-ching –  Lisa Campbell /  Michaela Smith: w.o.
- Chung So-young /  Hwang Hye-young –  Ma Wing Sze /  Ngan Fai: 15-0 / 15-3
- Lisbet Stuer-Lauridsen /  Marlene Thomsen –  Harumi Kohhara /  Yoshiko Yonekura: 15-13 / 10-15 / 17-14
- Eline Coene /  Erica van den Heuvel –  Lee Yi-hsia /  Lin Hui-hsu: 15-1 / 15-3
- Pan Li /  Wu Yuhong –  Finarsih /  Lili Tampi: 13-15 / 15-8 / 15-10
- Guan Weizhen /  Nong Qunhua –  Miwa Kai /  Keiko Nakahara: 15-8 / 15-7
- Gillian Gowers /  Sara Sankey –  Feng Mei-ying /  Jaw Hua-ching: 15-10 / 15-8
- Catrine Bengtsson /  Maria Bengtsson –  Denyse Julien /  Doris Piché: 15-9 / 15-9
- Tomomi Matsuo /  Kyoko Sasage –  Chen Hsiao-li /  Shyu Yu-ling: 15-11 / 15-7
- Pernille Dupont /  Grete Mogensen –  Chan Oi Ni /  Wong Chun Fan: 15-10 / 15-8
- Lin Yanfen /  Yao Fen –  Christine Magnusson /  Lim Xiaoqing: 17-16 / 15-9
- Yoshiko Iwata /  Fujimi Tamura –  Catherine /  Eliza Nathanael: 5-15 / 15-6 / 15-9
- Gil Young-ah /  Shim Eun-jung –  Ladawan Mulasartsatorn /  Piyathip Sansaniyakulvilai: 15-3 / 15-4
- Kang Chia-yi /  Lee Chien-mei –  Rhonda Cator /  Anna Lao: 15-10 / 2-15 / 15-9
- Kimiko Jinnai /  Hisako Mori –  Natalja Ivanova /  Elena Rybkina: 15-9 / 15-9
- Julie Bradbury /  Gillian Clark –  Chen Ying /  Ye Zhaoying: 15-13 / 15-13
- Erma Sulistianingsih /  Rosiana Tendean –  Chung Hoi Yuk /  Tung Chau Man: 17-14 / 15-9
- Chung So-young /  Hwang Hye-young –  Lisbet Stuer-Lauridsen /  Marlene Thomsen: 15-4 / 15-7
- Pan Li /  Wu Yuhong –  Eline Coene /  Erica van den Heuvel: 15-8 / 15-7
- Guan Weizhen /  Nong Qunhua –  Gillian Gowers /  Sara Sankey: 15-1 / 15-13
- Catrine Bengtsson /  Maria Bengtsson –  Tomomi Matsuo /  Kyoko Sasage: 15-7 / 15-10
- Lin Yanfen /  Yao Fen –  Pernille Dupont /  Grete Mogensen: 15-9 / 15-2
- Gil Young-ah /  Shim Eun-jung –  Yoshiko Iwata /  Fujimi Tamura: 15-6 / 15-3
- Kimiko Jinnai /  Hisako Mori –  Kang Chia-yi /  Lee Chien-mei: 15-7 / 15-6
- Julie Bradbury /  Gillian Clark –  Erma Sulistianingsih /  Rosiana Tendean: 15-12 / 17-14
- Chung So-young /  Hwang Hye-young –  Pan Li /  Wu Yuhong: 15-2 / 15-3
- Guan Weizhen /  Nong Qunhua –  Catrine Bengtsson /  Maria Bengtsson: 15-4 / 15-6
- Gil Young-ah /  Shim Eun-jung –  Lin Yanfen /  Yao Fen: 15-8 / 10-15 / 15-12
- Kimiko Jinnai /  Hisako Mori –  Julie Bradbury /  Gillian Clark: 8-15 / 15-2 / 15-13
- Chung So-young /  Hwang Hye-young –  Guan Weizhen /  Nong Qunhua: 15-11 / 15-8
- Gil Young-ah /  Shim Eun-jung –  Kimiko Jinnai /  Hisako Mori: 15-8 / 15-8
- Chung So-young /  Hwang Hye-young –  Gil Young-ah /  Shim Eun-jung: 15-5 / 15-10

### Mixed
- Siripong Siripool /  Ladawan Mulasartsatorn –  Murray Hocking /  Lisa Campbell: 15-2 / 15-1
- Pär-Gunnar Jönsson /  Maria Bengtsson –  Eishi Kibune /  Miwako Nishida: 15-7 / 15-0
- Shon Jin-hwan /  Gil Young-ah –  Chow Kin Man /  Chiu Mei Yin: 15-2 / 15-2
- Aryono Miranat /  Eliza Nathanael –  Stuart Metcalfe /  Michelle O’Neill: 15-6 / 15-5
- Jan Paulsen /  Gillian Gowers –  Yasumasa Tsujita /  Haruko Matsuda: 15-8 / 15-11
- Henrik Svarrer /  Marlene Thomsen –  Liu En-hung /  Kang Chia-yi: 15-7 / 15-8
- Dave Wright /  Sara Sankey –  Trond Wåland /  Camilla Silwer: 7-15 / 15-10 / 15-11
- Nick Ponting /  Gillian Clark –  Chan Siu Kwong /  Chung Hoi Yuk: 15-10 / 18-13
- Lee Mou-chou /  Lee Chien-mei –  Toshiaki Naketani /  Chiharu Tanifuji: 17-16 / 11-15 / 15-9
- Ng Pak Kum /  Tung Chau Man –  Mikhail Korshuk /  Natalja Ivanova: w.o.
- Igor Dmitriev /  Elena Rybkina –  Denny Kantono /  Zelin Resiana: w.o.
- Jon Holst-Christensen /  Grete Mogensen –  Jürgen Koch /  Fujimi Tamura: w.o.
- Andrew Perks /  Amanda Hardy –  Pramote Teerawiwatana /  Pornsawan Plungwech: w.o.
- Thomas Lund /  Pernille Dupont –  Ng Pak Kum /  Tung Chau Man: 15-5 / 15-4
- Pär-Gunnar Jönsson /  Maria Bengtsson –  Siripong Siripool /  Ladawan Mulasartsatorn: 15-4 / 18-15
- Aryono Miranat /  Eliza Nathanael –  Shon Jin-hwan /  Gil Young-ah: 10-15 / 15-3 / 15-1
- Henrik Svarrer /  Marlene Thomsen –  Jan Paulsen /  Gillian Gowers: 15-10 / 15-10
- Jon Holst-Christensen /  Grete Mogensen –  Koji Miya /  Mika Uemura: 15-6 / 15-2
- Nick Ponting /  Gillian Clark –  Andrew Perks /  Amanda Hardy: 15-9 / 17-16
- Lee Sang-bok /  Shim Eun-jung –  Lee Mou-chou /  Lee Chien-mei: 15-12 / 15-4
- Dave Wright /  Sara Sankey –  Igor Dmitriev /  Elena Rybkina: w.o.
- Thomas Lund /  Pernille Dupont –  Pär-Gunnar Jönsson /  Maria Bengtsson: 15-10 / 18-13
- Henrik Svarrer /  Marlene Thomsen –  Aryono Miranat /  Eliza Nathanael: 15-11 / 15-14
- Jon Holst-Christensen /  Grete Mogensen –  Dave Wright /  Sara Sankey: 15-5 / 10-8
- Lee Sang-bok /  Shim Eun-jung –  Nick Ponting /  Gillian Clark: 15-1 / 15-5
- Thomas Lund /  Pernille Dupont –  Henrik Svarrer /  Marlene Thomsen: 15-9 / 15-9
- Jon Holst-Christensen /  Grete Mogensen –  Lee Sang-bok /  Shim Eun-jung: 15-9 / 7-15 / 18-16
- Thomas Lund /  Pernille Dupont –  Jon Holst-Christensen /  Grete Mogensen: 15-5 / 15-11